# Centro Universitario Regional Junín

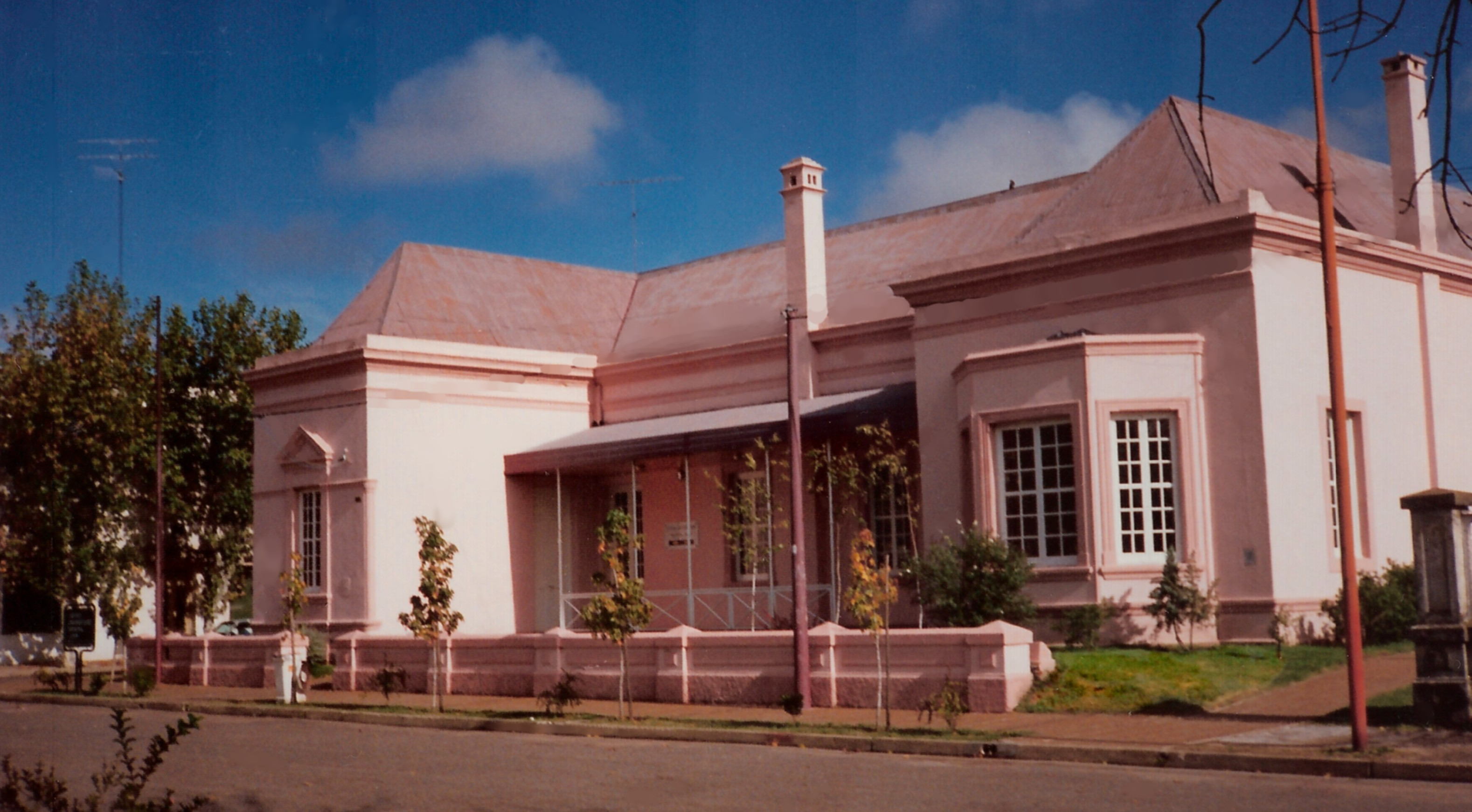
Ex edificio del CURJ, hoy rectorado de la Universidad Nacional del Noroeste de la Provincia de Buenos Aires (UNNOBA), en Junín.

El Centro Universitario Regional Junín (CURJ) nació en 1990 a raíz de un convenio firmado entre la Universidad de Buenos Aires (UBA), la Universidad Nacional de La Plata (UNLP) y la Municipalidad de Junín, en Argentina.
El principal objetivo de su creación fue lograr ofrecer a los jóvenes de la amplia zona de influencia de Junín la posibilidad de acceder a estudios superiores de calidad, con el respaldo de dos prestigiosas universidades nacionales.
Además de la enseñanza de grado, el CURJ desarrolló actividades de posgrado manteniendo además una estrecha relación con la comunidad a través de la extensión universitaria, como una forma de contribuir al desarrollo local y regional.
En 2002 se creó la Universidad Nacional del Noroeste de la Provincia de Buenos Aires (UNNOBA), con rectorado y sede central en la ciudad de Junín. El CURJ fue uno de los dos centros regionales sobre los que se construyó esta nueva casa de estudios.  Por su parte, la sede de Pergamino está basada en el Centro Regional Universitario de Pergamino (CRUP), una iniciativa similar al CURJ que comenzó a funcionar al año siguiente, en 1991.  Actualmente el 60% de los nuevos estudiantes de la UNNOBA se inscriben en la sede de Junín, que utiliza infraestructura y edificios originalmente del CURJ. 

## Surgimiento de los centros regionales
La democratización del país en el año 1983 trajo aparejado un giro de relevancia en la política universitaria nacional concentrado principalmente en la normalización y recuperación de la autonomía de las universidades. En el marco de este cambio en el clima político, la comunidad de Junín comienza a bregar por la universidad que había quedado como una asignatura pendiente en el imaginario colectivo de la población.
El entonces intendente Ing. Abel Miguel, a cargo del poder ejecutivo de Junín entre 1983 y 2003, encabeza diferentes gestiones ante autoridades nacionales, pero no logra avanzar debido a la decisión de la administración no crear nuevas universidades nacionales.

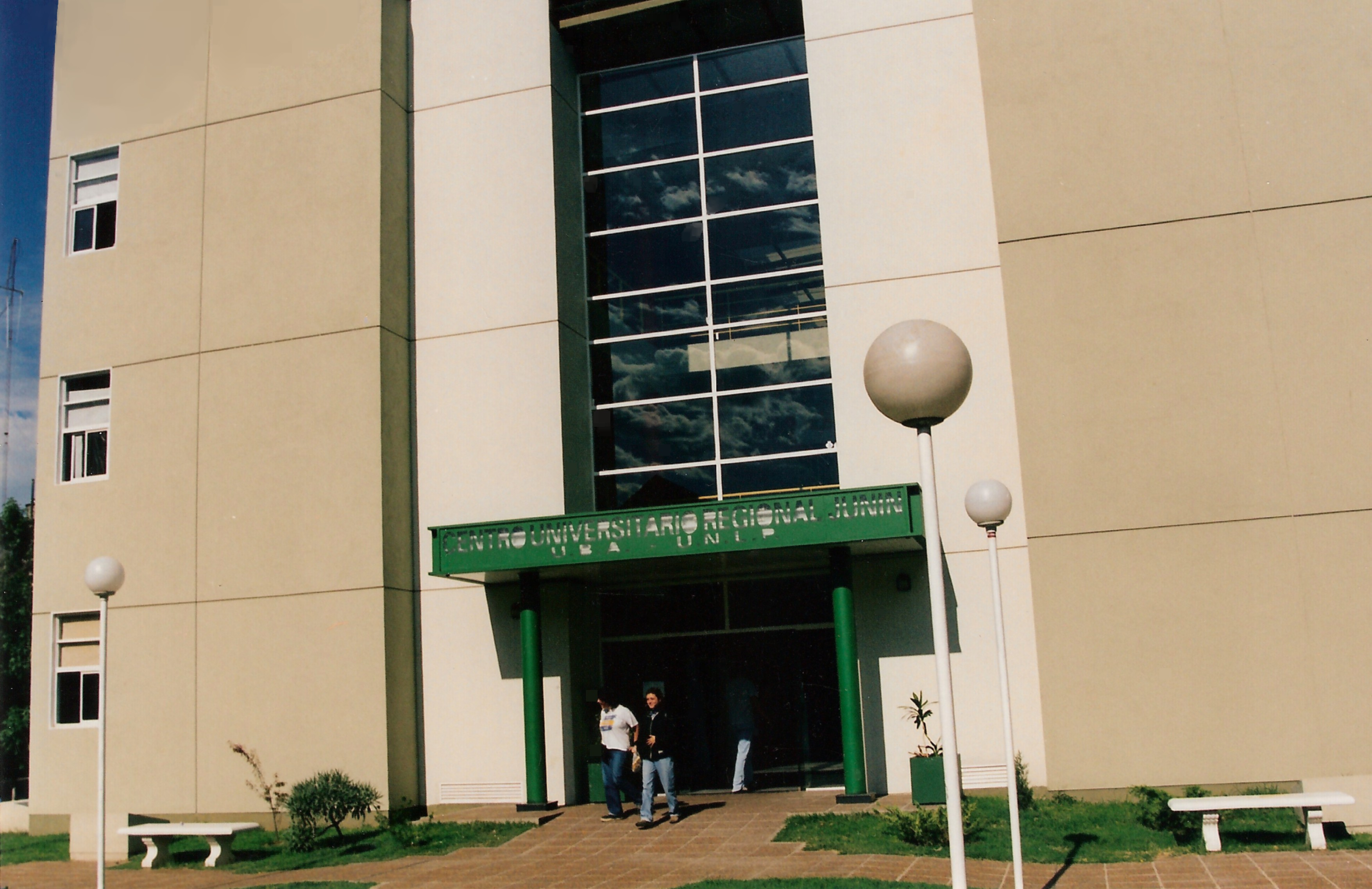
Edificio de Rivadavia y Newbery del CURJ, hoy perteneciente a la UNNOBA y denominado Elvira Rawson de Dellepiane.

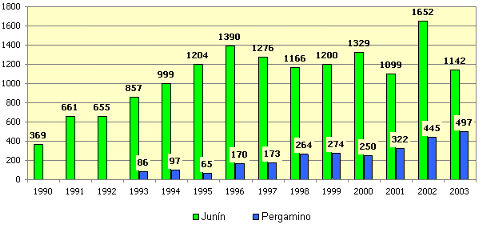
Evolución de inscripciones en el Centro Universitario Regional de Junín (CURJ) y en el Centro Regional Universitario de Pergamino (CRUP).

En 1986 las demandas fueron canalizadas en el seno del Consejo Interuniversitario Nacional (CIN), quien encomendó a la Secretaría de Enseñanza la constitución de un grupo de trabajo integrado por varias universidades nacionales con el fin de dar respuesta a la inquietud planteada por el municipio de Junín.
En el ámbito del CIN y en la ciudad de Concordia, en el mes de marzo de 1988, se firmó una carta de intención entre la Universidad de Buenos Aires, la Universidad Tecnológica Nacional, la Universidad Nacional de Rosario y la Universidad Nacional de Luján, en la cual se comprometían a "promover, en el ámbito de sus respectivas universidades, acciones tendientes a facilitar la creación de un Centro Regional Interuniversitario en la ciudad de Junín".
En el marco del compromiso anterior, la Universidad de Buenos Aires encargó un estudio de factibilidad para la creación de un centro de estudios universitarios en Junín. El resultado fue el documento elaborado por Carlos Marquis en el que se propusieron una serie de cuestiones metodológicas a considerar en la realización de un estudio de factibilidad para ofrecer un nuevo espacio universitario en Junín.
En 1989 se firmó la carta de intención entre la Universidad de Buenos Aires, la Universidad Nacional de La Plata y la municipalidad de Junín. En mayo de 1990 se firma el convenio correspondiente y comienza a funcionar el Centro Universitario Regional Junín (CURJ).
Constituyó una experiencia inédita: por primera vez dos universidades nacionales compartirían un lugar físico, comprometiéndose a efectuar una real integración de sus estructuras académicas. Las universidades se harían responsables de la propuesta académica mientras que el municipio de Junín asumía el compromiso de aportar los recursos económicos y materiales necesarios para el desarrollo de la experiencia.
El CURJ inicia sus actividades académicas con el programa de educación a distancia UBA XXI y el Ciclo Básico Común (CBC) de la Universidad de Buenos Aires (UBA), y carreras de las facultades de Derecho, Ciencias Económicas e Ingeniería de la Universidad Nacional de La Plata (UNLP).
Además de la enseñanza de grado, el CURJ desarrolló actividades de postgrado manteniendo además una estrecha relación con la comunidad a través de la extensión universitaria, como una forma de contribuir al desarrollo local y regional.
En junio de 1991 nació la Fundación Centro Universitario Regional Junín (FUCEU), integrada por las municipalidades de Junín y de Leandro N. Alem, y las siguientes entidades juninenses: Sociedad Rural, Sociedad Comercio e Industria, Club de Leones, Colegio de Abogados, Rotary Club, Colegio de Escribanos, Consejo Profesional de Ciencias Económicas y Federación de Sociedades de Fomento. El objetivo central era generar recursos para el sostenimiento económico del centro universitario, para lo cual realizó campañas de socios adherentes y firmó convenios de colaboración con municipios vecinos.
Junín fue pionera en este tipo de emprendimiento, y el éxito logrado motivó a otras ciudades del interior para seguir el mismo camino. Durante la década de 1990 se crean decenas de centros en todo el país, mediante convenios con diferentes universidades nacionales. En particular, la Universidad Nacional de La Plata lleva carreras a más de 10 municipios del interior bonaerense, entre ellos Bolívar, Chacabuco, Chascomús, Las Flores, Nueve de Julio, Pergamino, Saladillo, Tres Arroyos y Veinticinco de Mayo. Las modalidades son diferentes entre un lugar y otro. Por ejemplo en Derecho las cursadas son regulares sólo en Junín, mientras que en los demás centros se conforman de tres a cuatro mesas de exámenes libres al año o se dictan sólo el primer y segundo año de la carrera.
En 1991 las autoridades municipales de Pergamino se acercan a la Universidad Nacional de Luján para implementar el dictado de la Licenciatura en Administración Municipal. Así surge el Centro Regional Universitario de Pergamino (CRUP).
En 1993 se crea la Fundación del Centro Regional de Pergamino, entidad sin fines de lucro para apoyar las actividades del CRUP. Estaba conformada por representantes de la Intendencia de la Municipalidad de Pergamino, del Honorable Consejo Deliberante, del INTA, de la Cooperativa Eléctrica, Servicios Anexos, de Vivienda y Crédito de Pergamino Limitada, la Cámara de Comercio e Industria, la Sociedad Rural, el Rotary Club y el Club de Leones. Posteriormente y como consecuencia de la disolución del Club de Leones, suma sus esfuerzos la Asociación de Ingenieros Agrónomos del Norte de Buenos Aires (AIANBA). El 21 de mayo de 1996 la Fundación del Centro Regional obtuvo la personería jurídica y se redactó el estatuto de funcionamiento, en el cual quedó definido el procedimiento de la elección de autoridades que conformarían el Consejo de Administración y sus objetivos fundamentales.
Durante la década de 1990 los centros universitarios de Junín y Pergamino funcionaron llevando carreras universitarias a los jóvenes de la región. El de Junín llegó a tener un total de 15.000 inscriptos, mientras el de Pergamino alcanzó los 2600. El promedio anual de inscripciones fue de más de 1000 en Junín y de 240 en Pergamino.
El Centro Universitario Regional Junín agregó en 1993 la carrera de Analista de Computación de la Universidad de La Plata (UNLP), y en 1994 Agronomía de la UBA. En 1996, mediante un convenio con la Universidad Nacional de Rosario, extendió la oferta académica incorporando la carrera de Psicología. En 1997 se incorporan las licenciaturas en Química, Bioquímica y Farmacia y los profesorados en Física y Matemática, todas de la UNLP. En el año 2000 se agrega la Licenciatura en Economía y Administración Agraria de la UBA, y la Licenciatura en Administración de la UNLP.
Por su parte, el Centro Regional Universitario de Pergamino realizó convenios con las universidades de Mar del Plata (UNMP), Tres de Febrero (UNTREF), Morón (UM) y Rosario (UNR) y con el Instituto Universitario Aeronáutico (IUA) de Córdoba. Durante varios años funcionó el programa Pro Ciencia mediante un convenio entre la Universidad Nacional de La Plata (UNLP) y la Secretaría de Ciencia y Tecnología, capacitando docentes de niveles medio y terciario.
En 1996 se produce la primera colación de grado del CURJ, con la graduación de un grupo de contadores de la UNLP. Al año siguiente egresarían los primeros informáticos, ingenieros y abogados. En 1997 la matrícula del CURJ superó los 3.000 alumnos.